# Nørre Snede Sogn
Nørre Snede Sogn er et sogn i Ikast-Brande Provsti (Viborg Stift). Hampen Kirkedistrikt i Nørre Snede Sogn blev udskilt som Hampen Sogn 1. oktober 2010, da kirkedistrikterne generelt blev nedlagt.
Ejstrup Sogn var anneks til Nørre Snede Sogn indtil det i 1894 blev et selvstændigt pastorat. Begge sogne hørte til Vrads Herred i Skanderborg Amt. De udgjorde én sognekommune, men blev senere delt. Det var som to selvstændige sognekommuner, de ved kommunalreformen i 1970 blev kernen i Nørre-Snede Kommune, som ved strukturreformen i 2007 indgik i Ikast-Brande Kommune.
I Nørre Snede Sogn ligger Nørre Snede Kirke og Bakkebo Kirke i Statsfængslet Midtjylland.
I Nørre Snede og Hampen sogne findes følgende autoriserede stednavne (ikke opdelt mellem sognene):
- Bjørnskov (bebyggelse, ejerlav)
- Boest (bebyggelse, ejerlav)
- Boestmose (areal)
- Frisbæk (bebyggelse, ejerlav)
- Godthåb (bebyggelse)
- Godthåb Høje (areal)
- Grættrup (bebyggelse, ejerlav)
- Halle Sø (vandareal)
- Hampen (bebyggelse, ejerlav)
- Hampen Mose (areal)
- Hampen Plantage (areal)
- Hampen Sø (vandareal)
- Hampenbjerg (bebyggelse)
- Hampensø (bebyggelse, ejerlav)
- Hundshoved (bebyggelse, ejerlav)
- Ibsgårde (bebyggelse)
- Kirkebakken (areal)
- Kokhøj (areal)
- Krondal (bebyggelse)
- Kærsgård (bebyggelse)
- Langbjerg Plantage (areal)
- Leret (bebyggelse, ejerlav)
- Lundbakke (areal)
- Lyngholm (bebyggelse)
- Nedergård Skov (areal)
- Nortvig (bebyggelse, ejerlav)
- Nortvig Østergård (bebyggelse)
- Nørhoved (bebyggelse, ejerlav)
- Nørre Kejlstrup (bebyggelse)
- Nørre Snede (bebyggelse, ejerlav)
- Palsgård Mark (bebyggelse)
- Palsgård Skov (areal)
- Sønder Kejlstrup (bebyggelse)
- Torup Sø (vandareal)